# Peter Nemenyi
Peter Björn Nemenyi (14 d'abril de 1927 – 20 de maig de 2002) va ser un matemàtic nord-americà que treballava en estadística i teoria de probabilitats. Va ensenyar matemàtiques a diversos col·legis i universitats nord-americanes, com ara Hunter College, Tougaloo College, Oberlin College, Universitat de Carolina del Nord a Chapel Hill, Virginia State College i la Universitat de Wisconsin–Madison. Diverses proves estadístiques, per exemple el test de Nemenyi, porten el seu nom. També va ser un destacat activista dels drets civils. Era fill de Paul Nemenyi, un eminent expert en mecànica de fluids i enginyeria del segle xx. La seva mare era Aranka Heller, poeta i erudita, filla de Bernat Heller, un reconegut aggadista, erudit islàmic i folklorista.

## Biografia
Peter Nemenyi va néixer a Berlín, on els seus pares havien fugit després que a Hongria s'havien promulgat lleis antijueves. Els seus pares es van separar i es va criar en un internat socialista gestionat per l'ISK, un partit socialista alemany fundat per Leonard Nelson. Després de l'ascens del nazisme, el partit va ser prohibit a Alemanya i els seus béns van ser confiscats. L'escola es va anar traslladar a diferents països europeus, a mesura que creixia la força nazi. Durant la Segona Guerra Mundial els adults del partit van ser internats a l'illa de Man i Nemenyi va viure en diverses cases d'acollida i casals de joves.
Després de la guerra, Peter es va traslladar als Estats Units per viure amb el seu pare a Hanford (Washington).
Va ser reclutat gairebé immediatament i va servir a prop de Trieste. Després del servei militar, va assistir al Black Mountain College sota el GI Bill. Va rebre el seu doctorat de la Universitat de Princeton amb una tesi sobre comparacions múltiples sense distribució assessorada per John Wilder Tukey. Diverses proves estadístiques, sobretot el test de Nemenyi porten el seu nom.
Peter Nemenyi també és conegut com a activista dels drets civils al sud profund. També va treballar per al govern revolucionari de Nicaragua, fet que va afectar la seva salut. Va ser membre actiu del Congrés d'Igualtat Racial a Nova York, treballant a Mississipi el 1962 a Jackson, i el 1964-5 a Laurel.
El pare de Nemenyi, Paul Nemenyi, va ser probablement el pare del campió del món d'escacs de 1972 Bobby Fischer. Peter Nemenyi n'era conscient i va fer esforços per tenir cura del jove Fischer després de la mort de Paul Nemenyi el 1952.

## Publicacions
- Peter Nemenyi: Comparacions múltiples sense distribució, tesi doctoral, Universitat de Princeton, 1963.
- Peter Nemenyi i Sylvia K. Dixon: Estadístiques des de zero. Sèrie Holden-Day en probabilitat i estadística, 1977.ISBN 978-0-8162-6384-4